# Малозахаринська сільська рада
| Малозахаринська сільська рада — сільська рада в Солонянському районі з адміністративним центром у селі Малозахарине, розташована на півдні Дніпропетровської області за 28 км від районного центру. Сільській раді підпорядковані населені пункти: - с. Малозахарине - с. Лікнеп Населення становить 332 особи. Кількість домогосподарств — 145. Кількість виборців — 300 осіб. Загальна територія селищної ради — 3 154,9га. З них: - Під забудовою — 59,2 га - Ставків − 40,9 га - Ріллі — 2 658,4 га - Пасовищ — 258,1 га - Лісів — 63,7 га - Мисливські господарства — 140 га |

## Склад ради
Рада складається з 16 депутатів та голови.

## Керівний склад сільської ради
| ПІБ                           | Основні відомості                                                         | Дата обрання | Дата звільнення |
| ----------------------------- | ------------------------------------------------------------------------- | ------------ | --------------- |
| Черкасенко Володимир Іванович | Сільський голова, 1963 року народження, освіта, член народної партії      | 26.03.2006   | 31.10.2010      |
| Черкасенко Володимир Іванович | Сільський голова, 1963 року народження, освіта вища, член Партії регіонів | 31.10.2010   | 16.12.2012      |
| Оберемок Володимир Васильович | Сільський голова, 1970 року народження, освіта вища, член Партії регіонів | 16.12.2012   |                 |

Примітка: таблиця складена за даними джерела

## Підприємства
На території Малозахаринської сільської ради працюють сільськогосподарські підприємства, фермерські господарства та приватні підприємці.

## Бюджет Малозахаринської сільської ради
| Рік        | Доходи (тис. грн.) | Видатки (тис. грн.) |
| за 2005 р. | 307,76             | 332,56              |
| за 2006 р. | 300,05             | 318,95              |
| за 2007 р. | 164,45             | 164,45              |
| за 2008 р. | 201,45             | 182,3               |
| за 2009 р. | 131,7              | 116,9               |

## Комунікації
В селі Малозахарине в житлових будинках пічне опалення, газифіковано тільки 40 житлових будинків. В селі є водогін з технічною водою. Подача технічної води проводиться по населених пунктах крім зимового періоду.
В селі Лікнеп опалення в житлових будинках пічне, газифіковано тільки 8 житлових будинків. Водогін є в наявності, але водопостачання відсутнє з 1996 року.

## Заклади

### Закладиохорони здоров'я
Малозахаринський фельдшерсько-акушерський пункт

### Культурні заклади
- Малозахаринський сільський клуб
- Малозахаринська сільська бібліотека

### Освітні заклади
- Малозахаринська загальноосвітня школа 1-3 ступенів

## Історичні пам'ятники

### В селі Малозахарине
1. Меморіальний комплекс: братська могила партизан громадянської війни
2. Братська могила радянських воїнів
3. Пам'ятник воїнам-землякам

### В селі Лікнеп
1. Три братські могили радянських воїнів
2. Пам'ятник воїнам-землякам